# 포커스에이치엔에스
포커스에이치엔에스(Focus H&S)는 대한민국의  물리보안 시스템 기업이다. 본사는 경기도 안양시 호계동 1027-6에 위치해 있으며 대표이사는 김대중이다. SK쉴더스를 주 고객사로 보유하고 있다 2024년 모바일 간편결제 플랫폼 '페이플러그'로 알려진 위허브가 총 208억원에 회사를 인수하였다 

## 상장
유진스팩5호와 합병을 통해 코스닥 시장에 상장하였다.

## 같이 보기
- 트루엔

## 참고 문헌
1. ↑  포커스H&S IR자료 2022년
2. ↑  유진투자증권 기업분석보고서-포커스에이치엔에스
3. ↑  하나투자증권-포커스에이치엔에스
4. ↑  박기영, 포커스에이치엔에스, '페이플러그' 위허브에 피인수…대규모 자금조달, 머니투데이, 2024년 7월 11일